# Cathrine Roll-Matthiesen
Cathrine Roll-Matthiesen; z d. Svendsen (ur. 23 września 1967 w Porsgrunn) – była norweska piłkarka ręczna, wielokrotna reprezentantka kraju. Dwukrotna wicemistrzyni olimpijska (1988 i 1992).